# NGC 1411
NGC 1411 é uma galáxia elíptica (E-S0) localizada na direcção da constelação de Horologium. Possui uma declinação de -44° 06' 02" e uma ascensão recta de 3 horas, 38 minutos e 44,9 segundos.
A galáxia NGC 1411 foi descoberta em 24 de Outubro de 1835 por John Herschel.